# Irving Baxter
Irving Knot Baxter (Utica, New York, 1876. március 25. – Utica, New York, 1957. június 13.) kétszeres olimpiai bajnok amerikai atléta.

## Pályafutása
Két arany-, és három ezüstérmet nyert az 1900-as párizsi olimpián. Győzött rúdugrásban, valamint első lett magasugrásban is. Ő az egyetlen sportoló az olimpiai játékok történelmében, aki e két számban egyszerre birtokolt aranyérmet. A helyből magasugrás, a helyből távolugrás és a helyből hármasugrás számokat ezüstérmesként zárta. Irving mind a három versenyben honfitársa, Ray Ewry mögött lett második.
Érdekesség, hogy Ewry és Baxter, valamint további két olimpiai bajnok, Alvin Kraenzlein és Walter Tewksbury szobatársak voltak a Pennsylvaniai Egyetemen. Négyen együtt 16 olimpiai bajnoki címet szereztek sportpályafutásuk alatt.

## Egyéni rekordjai
- Magasugrás: 1,918 m (1918)
- Rúdugrás: 3,35 m (1900)